# Nehalem

Blokové schema architektury (anglicky)

Nehalem je kódové označení pro mikroarchitekturu procesorů, kterou vyvinul Intel. Procesory postavené na architektuře Nehalem byly vydány ve čtvrtém čtvrtletí roku (2008) v high-end verzích, běžné verze až ve třetím čtvrtletí roku následujícího. Nehalem je nástupce starší mikroarchitektury Core.
Nehalem používá 45nm výrobní proces z předchozí generace a uplatňuje jej pro novou architekturu. Později v roce 2010 se začaly vyrábět slabší modely i 32nm technologickým procesem. Pracovní systém se dvěma procesory Nehalem byl uveden na Intel Developer Fóru na podzim 2007.
Tato architektura je pojmenována po řece Nehalem v severozápadním Oregonu, která je zase pojmenována po pokolení rodilých Američanů v Oregonu. Kódové jméno bylo zobrazeno na konci několika vývojových map společnosti už v roce 2000. V té době to měl být poslední vývoj architektury NetBurst. Vzhledem k tomu, že architektura NetBurst byla opuštěna, kódové jméno bylo použito znovu pro úplně jiný projekt.

## Technologie
Jednalo se o jednu z největších revolucí x86 architektury od doby vydání Pentia Pro v roce 1995. Nehalem je vysoce škálovatelný s různými komponenty pro různé úkoly. Nehalem má následující specifikaci:
- Dvou, čtyř a osmi jádrové varianty
- Integrovaný paměťový řadič podporující DDR3 SDRAM a 1 až 6 paměťových kanálů
- 45nm a 32nm výrobní proces
- Low-end varianty budou mít integrovaný grafický procesor (IGP) umístěný mimo čip, ale ve stejném pouzdře
- Používá nové point-to-point propojení procesorů nazývané Intel QuickPath Interconnect, které nahradí zastaralou Front Side Bus
- Hyper-threading, který nebyl přítomen na běžných procesorech od Intelu od roku 2006
- Nativní (monolitické, tj. všechna procesorová jádra na jediném čipu) čtyř a osmi jádrové procesory
- 731 milionů tranzistorů u čtyřjádrové varianty
- 32 KB L1 instrukční a 32 KB L1 datová cache na jedno jádro
- 256 KB L2 cache na jádro
- 8 MB L3 cache sdílené mezi všemi jádry
- O 33 % efektivnější v mikro-ops operacích než Core
- 2. úroveň řady prediktoru a 2. úroveň Translation Lookaside Buffer
- Modulární bloky komponent, jako jsou jádra, mohou být přidány nebo odstraněny pro různé segmenty trhu

## Cache paměť
Hlavní novinkou byla další úroveň cache paměť. Oproti mikroarchitektuře Core byla přidána další úroveň paměti a to L3.
L1 cache má velikost 64 KB a je rozdělena na datovou (32KB) a instrukční (32KB). Paměť L1 je samostatná pro každé jádro a její rychlost jsou 4 cykly. Nad ní se nachází L2 paměť, která je opět samostatná pro každé jádro. Její velikost je 256 KB a rychlost je 10 cyklů. Paměť L3 je již ovšem sdílená mezi všemi jádry a má velikost 8 MB (Lynnfield, Bloomfield). Rychlost je 40 cyklů. Z toho důvodu se stává synchronizace mezi jádry poměrně pomalá, srovnáme-li rychlost L1 a L2 paměti s L3.

## Integrovaný paměťový řadič
Další změna oproti předcházejícím architekturám Intelu byl paměťový řadič, který je již umístěn v procesoru. Dříve byl umístěn v severním můstku, takže když procesor potřeboval přistupovat k RAM paměti, tak musel jít přes severní můstek.
To, že se řadič pamětí přemístil do procesoru, má za následek značné zrychlení přístupu k RAM paměti (snížení latence). Integrovaný paměťový řadič je nejvýše tříkanálový (3×64bit) a na každý kanál je možno připojit dva DIMM moduly, to znamená, že je možnost celkově připojit až 6 paměťových modulů. Tyto paměťové moduly jsou typu DDR3 na frekvencích 800 MHz, 1066 MHz a 1333 MHz. Sloty pamětí můžeme osadit různě velkými moduly. Řadič umí několik módů jak s nimi pracovat a to asymetrický dual-channel či asymetrický triple-channel. Nejlepšího výkonu ale dosáhneme, pokud osadíme paměťové moduly stejné kapacity.

## QuickPath Interconnect (QPI)
Novinkou byla také QPI sběrnice nahrazující starou FSB sběrnici. Skládá se ze dvou 20-pinových spojů (full duplex), to znamená 20 pro příchozí komunikaci a 20 pro odchozí. Z těchto 20 spojů je jich 16 určeno pro komunikaci a 4 zbývající pro řízení provozu a detekci chyb.
QPI sběrnice pracuje na frekvencích 2,4 GHz, 2,93 GHz nebo 3,2 GHz. Její celková maximální propustnost je 12,8 GB/s v jednom směru, takže v obou směrech může propouštět až 25,6 GB/s. Hlavní použití je především v propojení procesoru a chipsetu nebo pro propojení procesorů mezi sebou, což je uplatňováno u serverů.

## Turbo Boost
Hlavní použití má v případě, kdy má procesor vytížené jedno jádro aplikací, která používá jen jedno jádro. V takovém případě je možno automaticky zvednout frekvenci využívaného jádra a to tak, že zvedneme násobič až o 5, ovšem za podmínky, že ostatní jádra mají minimální vytížení. Hlavním důvodem tohoto pravidla je to, že nesmíme překročit doporučenou pracovní teplotu procesoru a maximální spotřebu, oboje by mohlo způsobit nestabilitu z důvodu přehřátí CPU nebo napájecích obvodů.
Pokud jsou 2 jádra plně vytížena a zbylá dvě jsou v minimálním zatížení, pak je možno zvednout násobič o 2-3. Pokud jsou všechna jádra maximálně zatížena, pak lze zvednout násobič o 1-2.